# Чемпионат Мальдив по футболу
Мальдивская Лига (Dhivehi League) — мальдивская профессиональная лига для футбольных клубов. Это высший дивизион мальдивского футбола.

## Участники сезона 2022
- Мазия
- Клаб Валенсия
- Грин Стритс
- Клаб Иглз
- Да-Гранде
- Супер Юнайтед
- ТК Спортс Клуб
- Юнайтед Викингз

## Победители Мальдивской Лиги
- 2000: Виктория
- 2001: Клаб Валенсия
- 2002: Клаб Валенсия
- 2003: Клаб Валенсия
- 2004: Клаб Валенсия
- 2005: Хуррия
- 2006: Нью Радиант
- 2007: Виктория
- 2008: Клаб Валенсия
- 2009: ВБ
- 2010: ВБ
- 2011: ВБ
- 2012: Нью Радиант
- 2013: Нью Радиант

## Победители Мальдивского национального чемпионата
- 1980: Виктория
- 1981: Виктория
- 1982: Нью Радиант
- 1983: Виктория
- 1984: Виктория
- 1985: Виктория
- 1986: Виктория
- 1987: Нью Радиант
- 1988: Виктория
- 1989: Клаб Лагунс
- 1990: Нью Радиант
- 1991: Нью Радиант
- 1992: Виктория
- 1993: Клаб Валенсия
- 1994: Клаб Валенсия
- 1995: Нью Радиант
- 1996: Виктория
- 1997: Нью Радиант
- 1998: Клаб Валенсия
- 1999: Клаб Валенсия
- 2000: Виктория
- 2001: Виктория
- 2002: Виктория
- 2003: Виктория
- 2004: Нью Радиант
- 2005: Виктория
- 2006: Виктория
- 2007: Нью Радиант
- 2008: Клаб Валенсия
- 2009: Виктория
- 2010: ВБ
- 2011: Виктория
- 2012: Нью Радиант
- 2013: Нью Радиант

## Победители чемпионата Мале
- 2001: Виктория
- 2002: ВБ
- 2003: Виктория
- 2004: Нью Радиант
- 2005: Клаб Валенсия
- 2006: Виктория

## Победители плей-офф Мальдив
- 1946: Customs и Naadhee Ahthamadhun
- 1947-69: неизвестны
- 1970: Delightful Neighbours Club и Zamaanee Club
- 1971: неизвестны
- 1972: Виктория и Delightful Neighbours Club
- 1973: неизвестны
- 1974: ASA Nooraaneemaage
- 1975-82: неизвестны